# Fokker F100
Fokker F100 najveći je zrakoplov u seriji. Nastao je iz Fokkera-28 uz cjelokupnu modernizaciju i povećane dimenzije. Ostale promjene uključuju ugradnja ekonomičnijeg RollsRoyce-ovog motora, promjene u strukturi krila (veći raspon i povećane aerodinamičke osobine), moderni EFIS sustav upravljanja, redizajnirana kabina i druge promjene na sustavima i opremi. Razvoj zrakoplova počeo je u studenom 1983. paralelno s turbo-elisnim Fokkerom-50. Prvi let bio je 30. studenog 1987. a prva isporuka Swissair-u u veljači 1988. godine.

## Tehničke karakteristike
Izvori podataka: "Jane's "
Osnovne karakteristike
- posada: 2+3
- dužina: 35,53 m
- raspon krila: 28,08 m
- površina krila: 93,5 m2
- visina: 8,5 m
- širina trupa: 3,30 m
- korisni teret: 11.108 kg

Letne karakteristike
- najveća brzina: 856 km/h
- ekonomska brzina: 737 km/h
- dolet: 2.390 km
- najveća visina leta: 10.670 m
- specifično opterećenje krila: 460,8 kg/m2
- motor: Dva turbofen motora

## Vanjske poveznice
- Fokker 100 airliners.net
- Fokker 100 Operators Worldwide fokkerservices.com   Arhivirana inačica izvorne stranice od 11. prosinca 2008. (Wayback Machine)
- FUTURE100 Executive Jet fokkerservices.com   Arhivirana inačica izvorne stranice od 24. prosinca 2008. (Wayback Machine)